# Nicole Mann
Nicole Victoria Aunapu Mann (Petaluma, 27 de junho de 1977) é membro da nação Wailacki, das tribos indígenas Round Valley e uma astronauta da NASA da turma de 2013.
Mann é uma tenente-coronel do Corpo de Fuzileiros Navais dos Estados Unidos. Originalmente de Penngrove, ela é formada da Academia Naval dos Estados Unidos, Universidade Stanford e da Escola de Piloto de Teste Naval dos Estados Unidos. Mann é uma piloto do F/A 18 Hornet e completou o treino para astronauta da NASA em Julho de 2015.

## Infancia
Mann cresceu em Penngrove, e atendeu o Rancho Cotate High School em Rohnert Park. Seu pai disse ao Santa Rosa Press Democrat de que ela não demonstrava muito interesse sobre o espaço quando criança, mas decidiu durante seus primeiros anos do Ensino Médio de que ela iria atender a Academia Naval dos Estados Unidos depois de se formar. Seu avô, Helmuth Werner Aunapuu (1903–1957), era um maninheiro estoniano, mas emigou aos Estados Unidos e participou da II Guerra Mundial em serviço dos EUA.

## Carreira

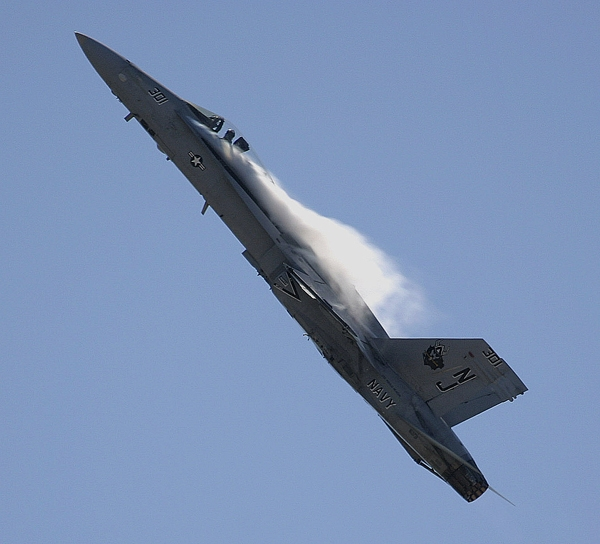
Nicole Mann voou F/A-18C Hornets em combate pela Marinha Americana

Mann graduou-se da Academia Naval dos Estados Unidos em 1999 antes de colar grau em engenharia mecânica na Universidade Stanford em 2001. Ela foi premiada com as asas de United States Naval Aviator em 2002 e serviu dois tuors de combate voando em 47 missões de combate em F/A-18s como um piloto de caça no Iraque e Afeganistão. Mann graduou-se na Escola Naval de Pilotos de Teste em 2009.
Em 2013, ela foi uma de 8 candidatos selecionados de mais de 6,300 aplicantes para treinar como astronauta para a NASA. NASA disse que Mann poderia ser uma das primeiras pessoas a serem enviadas numa missão à um asteroide, ou para Marte.
Em agosto de 2018, ela foi atribuída ao Boe-CFT, o primeiro voo do Boeing CST-100 Starliner. Entretanto, em outubro de 2021 ela foi colocada na SpaceX Crew-5 como Comandante, com o lançamento ocorrido no dia 5 de outubro de 2022. Nesta missão, ela se tornou a primeira mulher indígena dos Estados Unidos no espaço.

## Prêmios
- National Defense Service Medal
- Duas Medalhas do Ar
- Duas Navy and Marine Corps Commendation Medals
- Duas Navy and Marine Corps Achievement Medals e várias outras comendações de unidade
- Trident Scholar
- Academic All-American (futebol)
- Distinguished Graduate—US Naval Academy
- Honor Graduate—US Naval Test Pilot School Class 135
- Leroy Grumman "Best Paper" Award—East Coast Society of Experimental Test Pilots Symposium
- NASA 2015 Stephen D. Thorne Safety Award.[14]